# Джованни ди Стефано
Джованни ди Стефано (итал. Giovanni di Stefano; 1444, Сиена — 1511) — итальянский скульптор и живописец, сын художника Сассетты (Стефано ди Джованни ди Консоло да Кортона).

## Биография
Джованни был в основном скульптором, он создал ряд произведений в Сиене, в том числе мраморные скульптуры волков перед Сиенским собором и у Порта Романа, а в Интерьере Собора — рисунки для инкрустаций пола с изображениями Гермеса Трисмегиста, Кумской и Дельфийской сивилл (1487), а также мраморную статую Святого Ансана в капелле Святого Иоанна Крестителя (1487) и двух бронзовых ангелов со свечами на главном алтаре (1496—1497).
Особой известности Джованни ди Стефано не получил, он остался подражателем более удачливых Франческо ди Джорджо и Веккьетты.

## Галерея

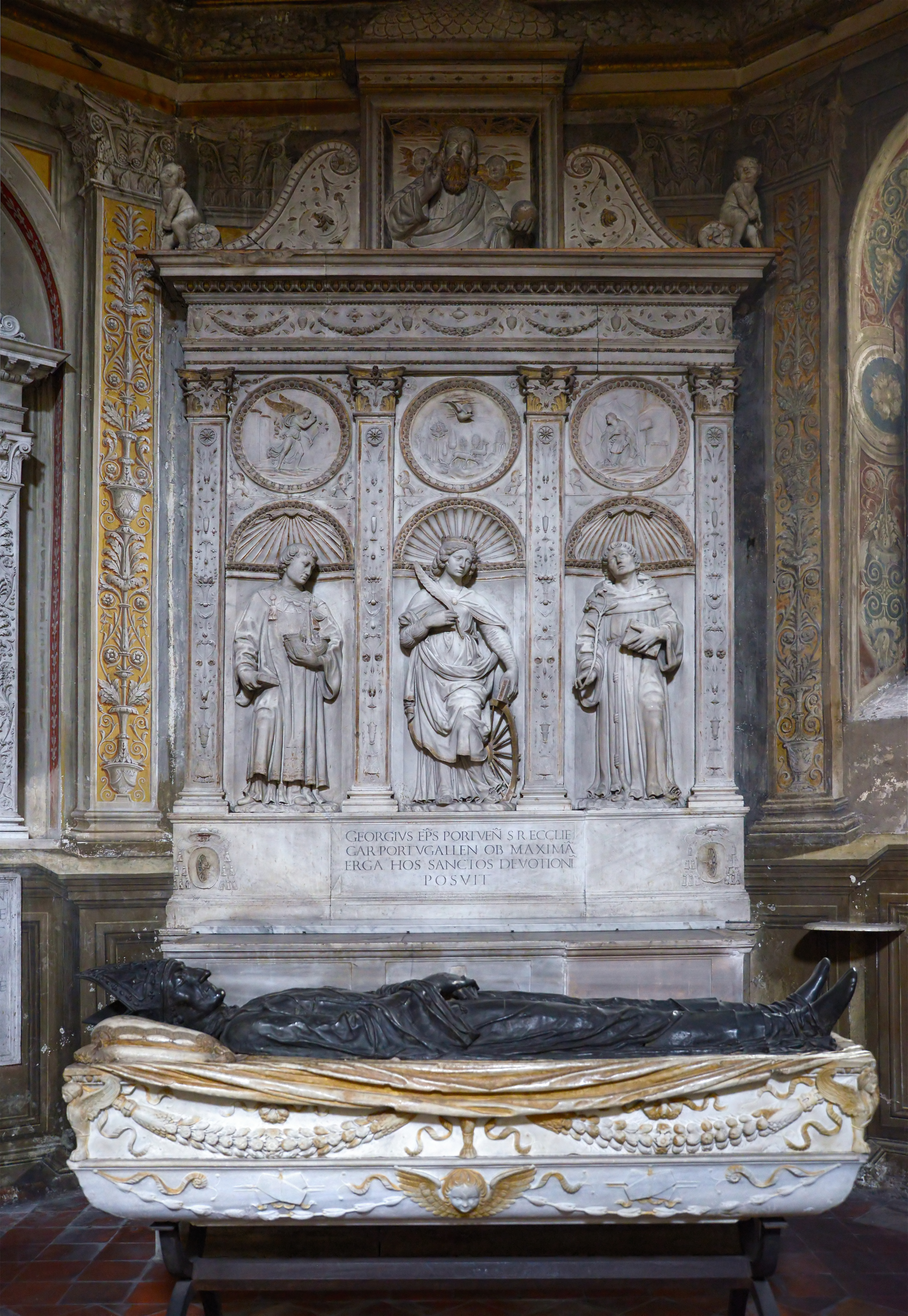
Гробница Пьетро Фоскари. Капелла Коста. Церковь Санта-Мария-дель-Пополо, Рим
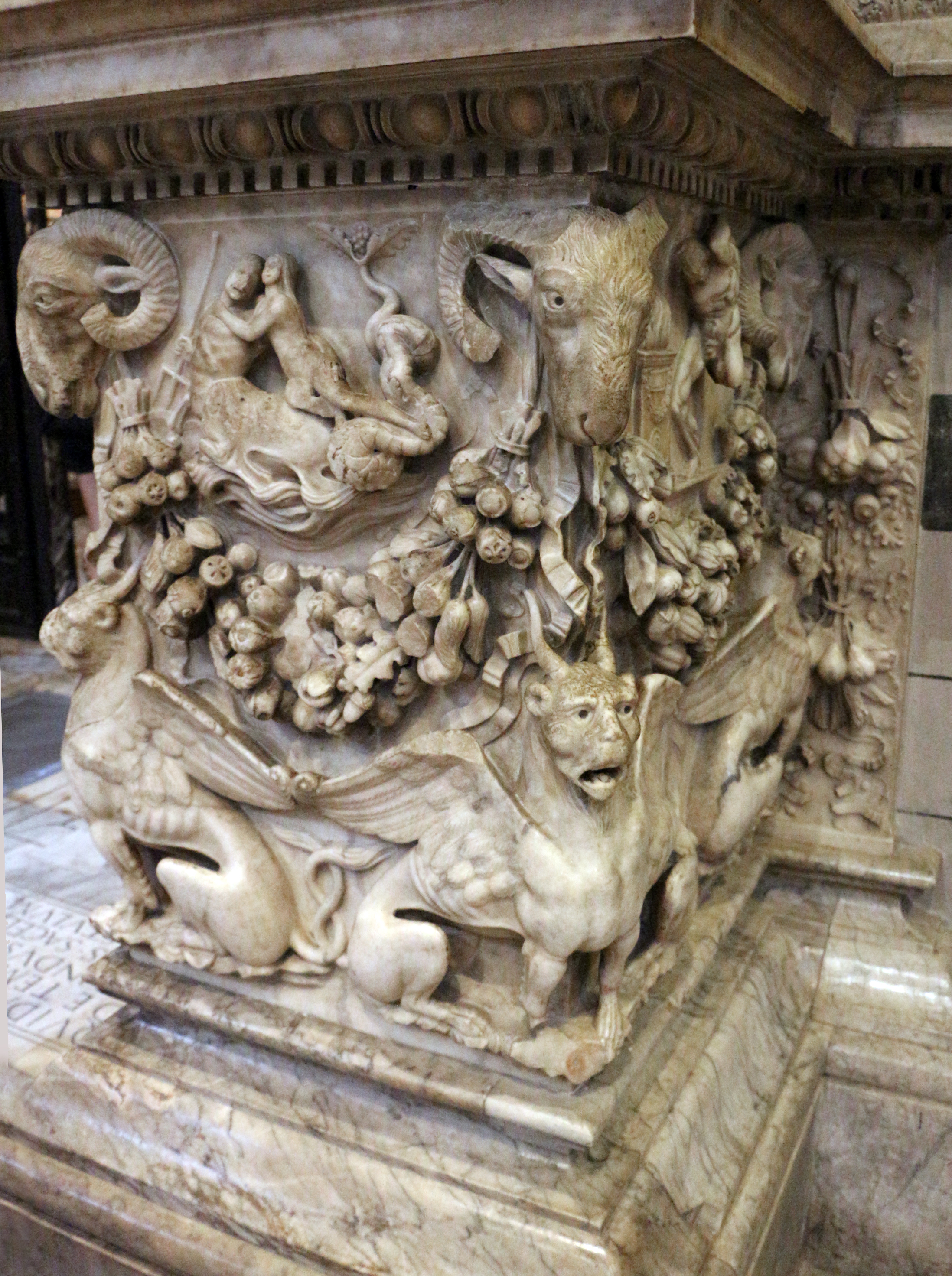
База левой колонны портала капеллы Иоанна Крестителя. Сиенский собор
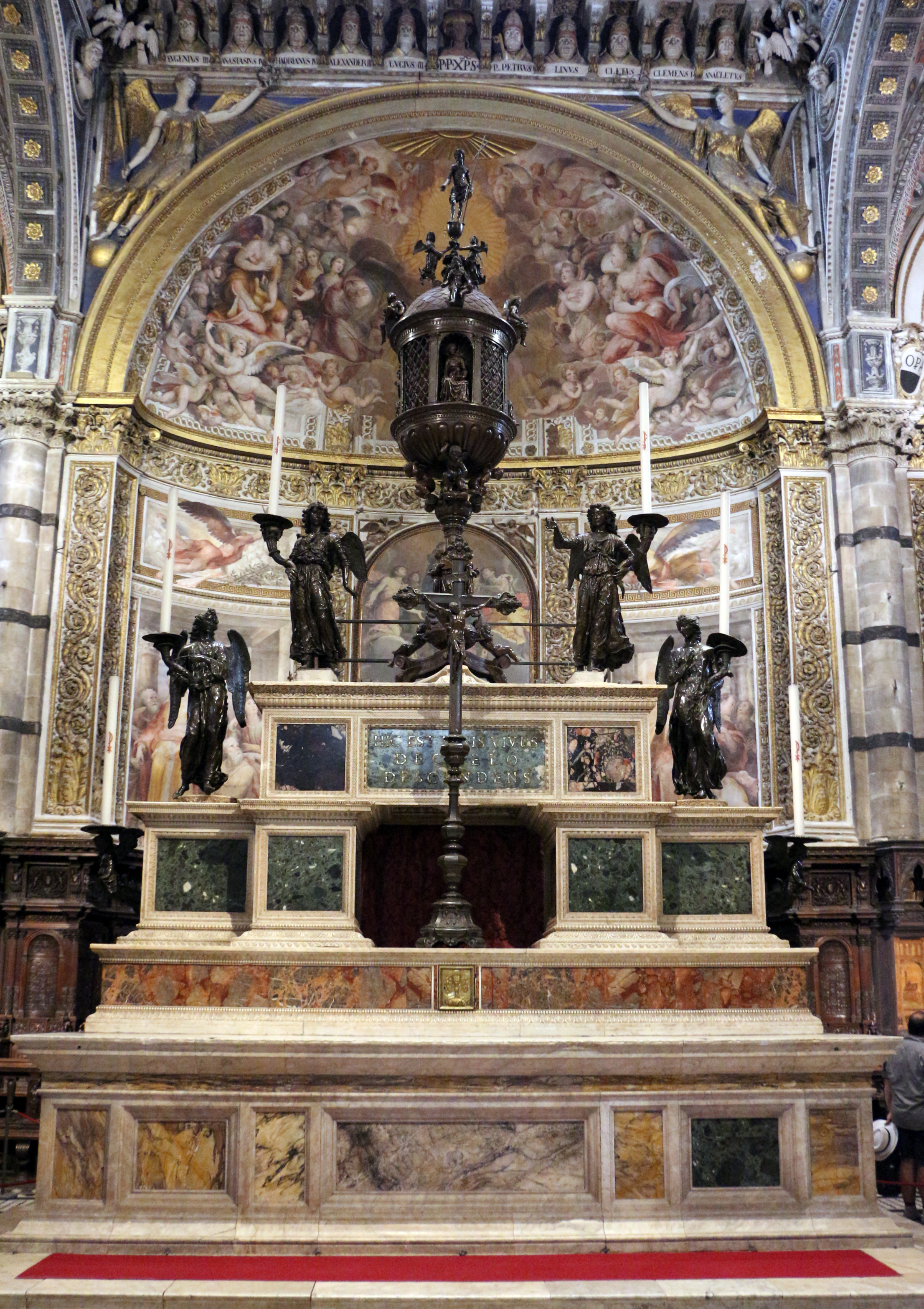
Главный алтарь Сиенского собора. Статуи ангелов-канделябров
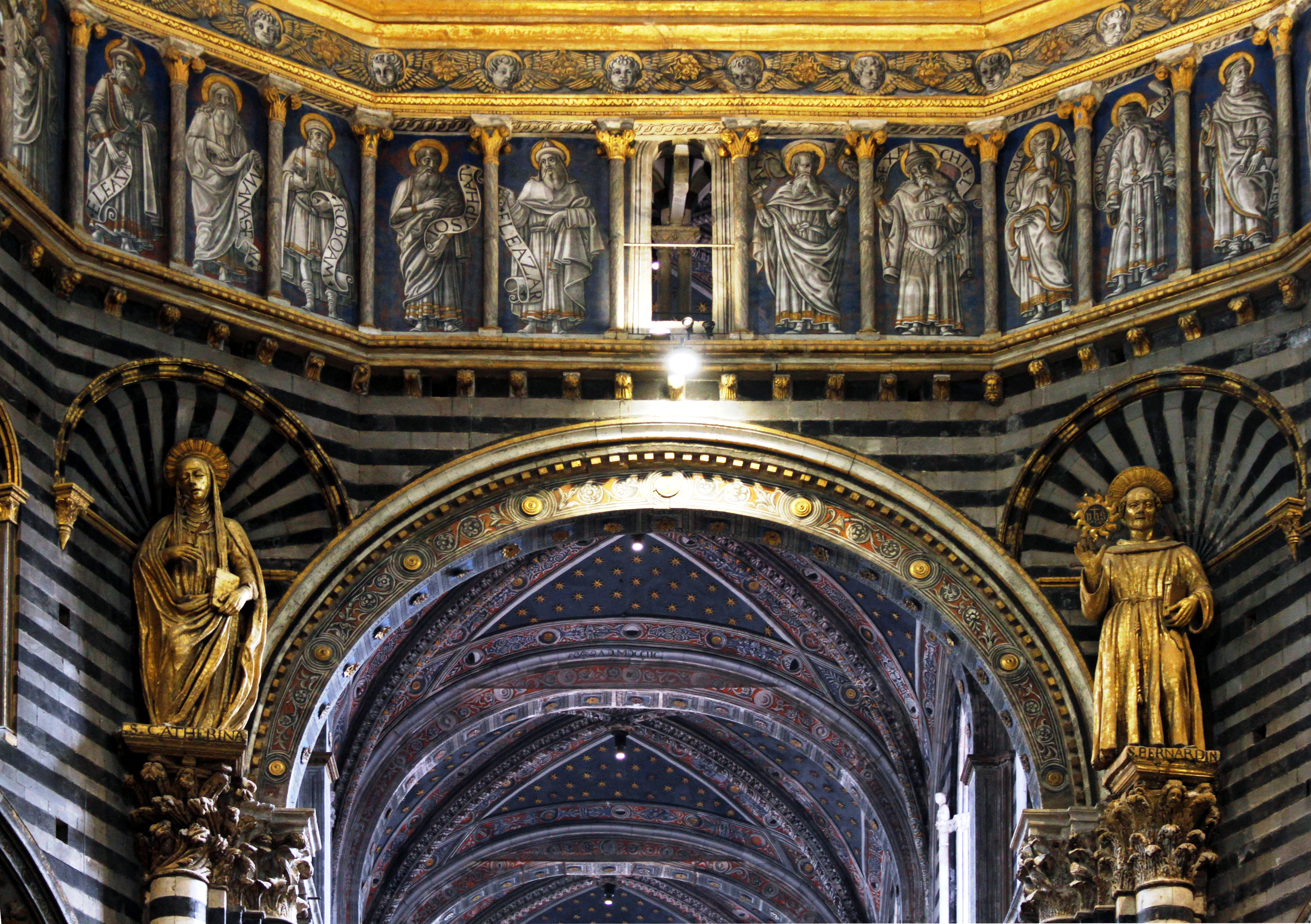
Статуи средокрестия Сиенского собора
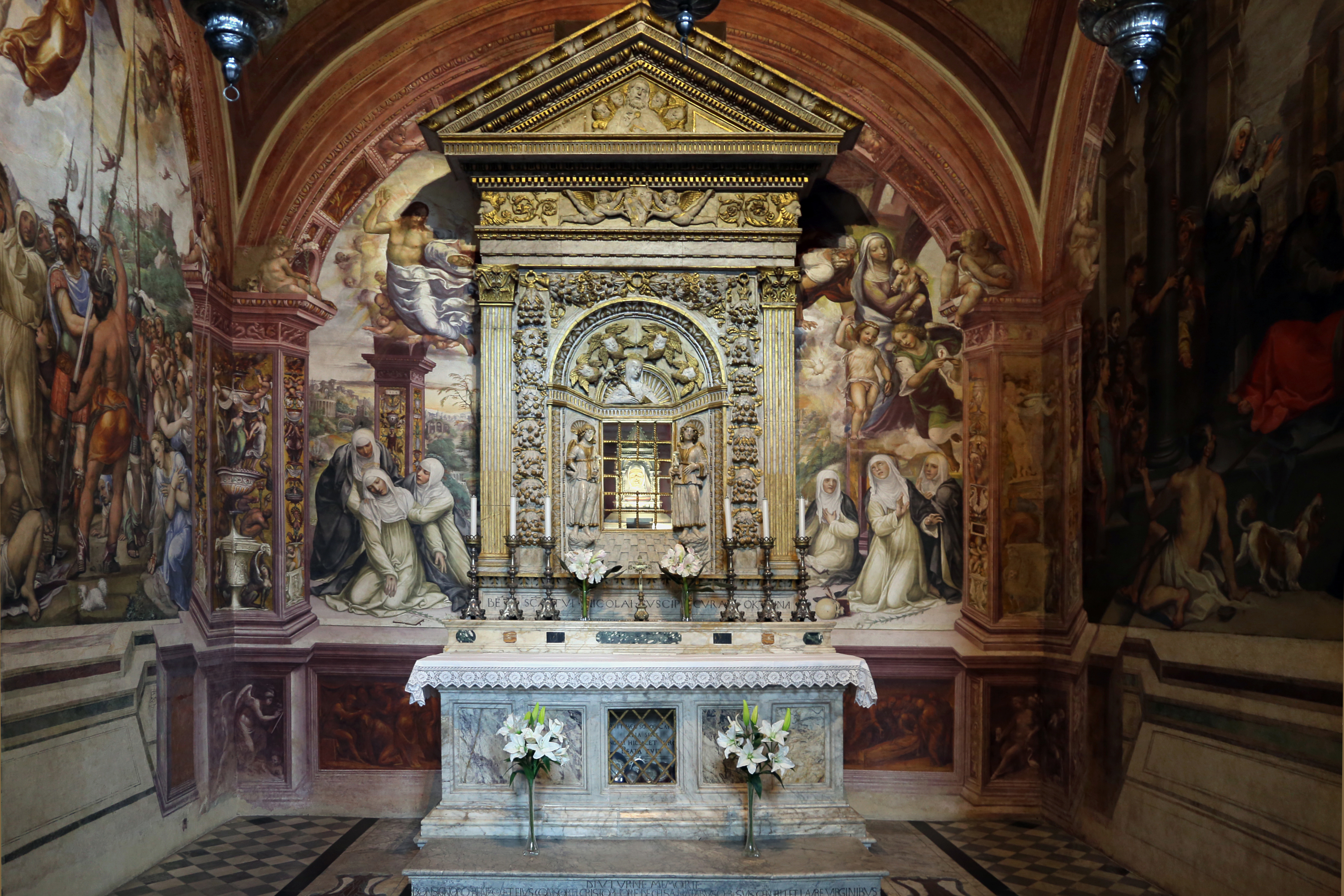
Капелла Святой Екатерины базилики Сан-Доменико в Сиене. Скульптурное оформление табернакля с мощами (головой) Святой Екатерины Сиенской. 1466
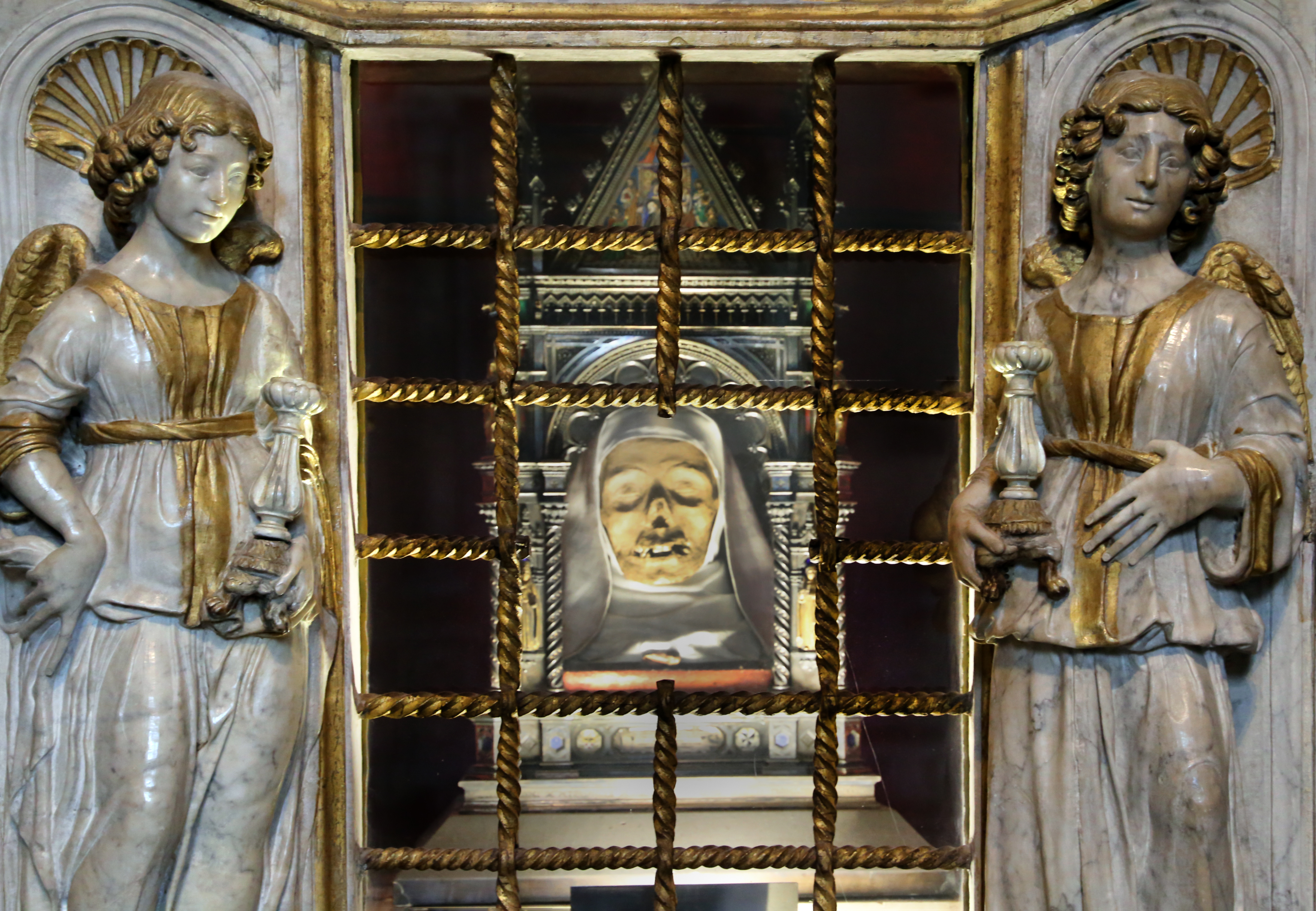
Деталь табернакля
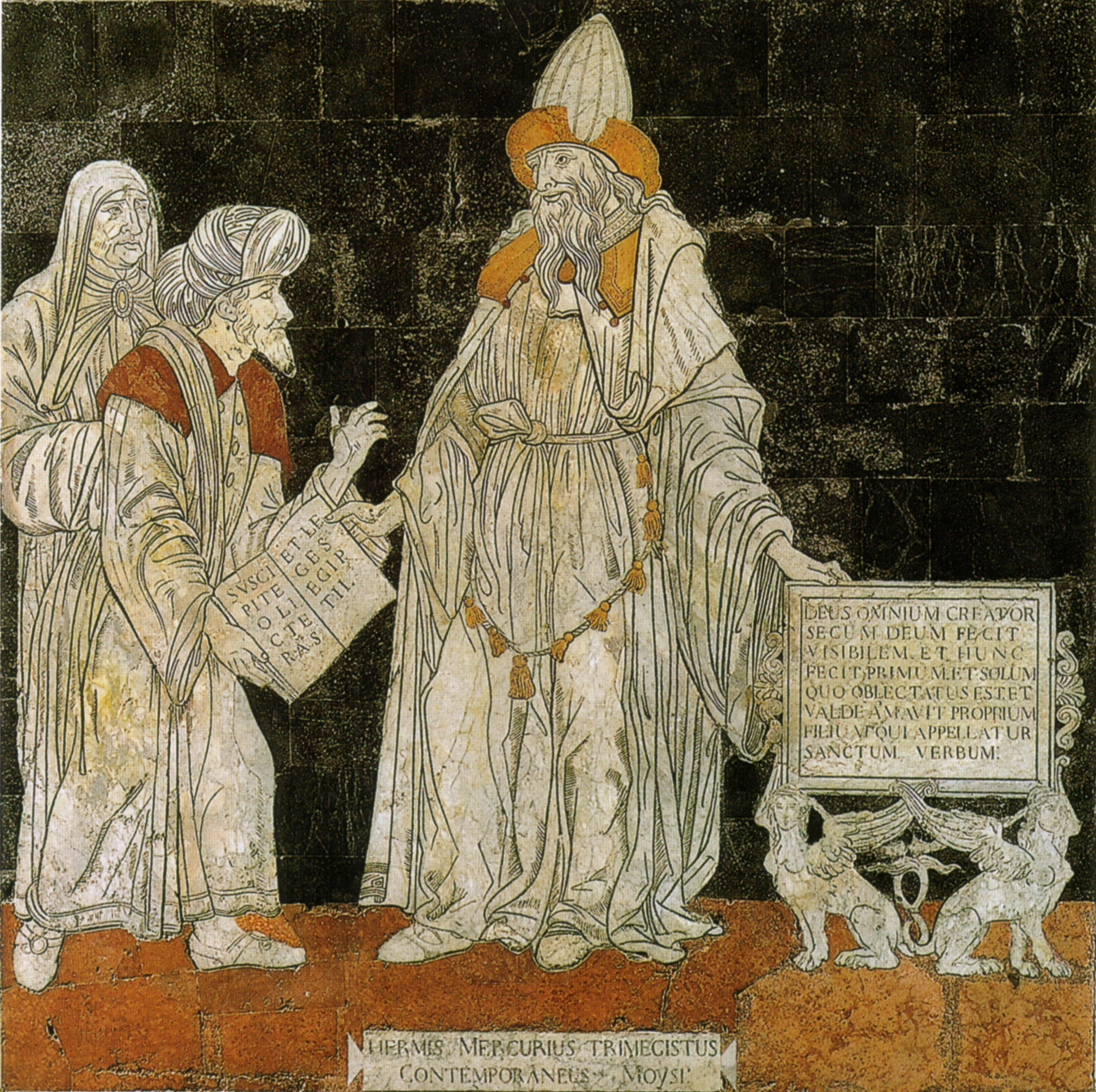
Гермес Трисмегист. Мозаика пола. Сиенский собор